# Chronologie du Québec
Cette page affiche les grandes lignes des événements importants qui ont marqué le Québec.

## XVIIesiècleauQuébec

### Années 1600
- 1600
- 1601
- 1602
- 1603
- 1604
- 1605
- 1606
- 1607
- 1608
- 1609

- 1608 - Pour le compte de la compagnie de Pierre Dugua de Mons, Samuel de Champlain, fonde la Ville de Québec le 3 juillet.
- 1609 - Champlain se joint à une expédition militaire contre les Iroquois. Les Hurons et leurs nouveaux alliés français sont vainqueurs.

### Années 1610
- 1610
- 1611
- 1612
- 1613
- 1614
- 1615
- 1616
- 1617
- 1618
- 1619

- 1610 - À la suite de la victoire sur les Iroquois, Champlain charge Étienne Brûlé d'aller vivre parmi les Hurons pour apprendre leurs coutumes.
- 1612 - 15 octobre, Champlain devient Lieutenant du vice-roi de la Nouvelle-France.

### Années 1620
- 1620
- 1621
- 1622
- 1623
- 1624
- 1625
- 1626
- 1627
- 1628
- 1629

- 1625 - Arrivée des Jésuites.
- 1627 - Louis XIII introduit le système seigneurial et interdit l'établissement des non-catholiques en Nouvelle-France.
- 1629 - Le 16 juillet, les frères Thomas, Louis et David Kirke prennent Québec.

### Années 1630
- 1630
- 1631
- 1632
- 1633
- 1634
- 1635
- 1636
- 1637
- 1638
- 1639

- 1635 - Samuel de Champlain meurt le 25 décembre.
- 1639 - Fondation de la Société Notre-Dame de Montréal.

### Années 1640
- 1640
- 1641
- 1642
- 1643
- 1644
- 1645
- 1646
- 1647
- 1648
- 1649

- 1641 - Début de la guerre franco-iroquoise le 13 juin.
- 1642 - Paul Chomedey de Maisonneuve et Jeanne Mance fondent Ville-Marie (Montréal) le 17 mai.

### Années 1650
- 1650
- 1651
- 1652
- 1653
- 1654
- 1655
- 1656
- 1657
- 1658
- 1659

- 1651 - Jean de Lauzon devient gouverneur de la Nouvelle-France.
- 1657 - Arrivée des Sulpiciens à Montréal.

### Années 1660
- 1660
- 1661
- 1662
- 1663
- 1664
- 1665
- 1666
- 1667
- 1668
- 1669

- 1663 - Les premières filles du roi arrivent en Nouvelle-France durant l'été.
- 1663 - La Nouvelle-France devient une province royale sous Louis XIV et un Conseil souverain est instauré pour administrer les colonies du Canada, de l'Acadie, de Terre-Neuve, de la Baie d'Hudson et de la Louisiane.
- 1663 - Élection de Jean-Baptiste Legardeur de Repentigny, premier maire de Québec.
- 1665 - Jean-Baptiste Colbert nomme Jean Talon intendant de la Nouvelle-France.

### Années 1670
- 1670
- 1671
- 1672
- 1673
- 1674
- 1675
- 1676
- 1677
- 1678
- 1679

- 1670 - Fondation à Londres de la Compagnie de la Baie d'Hudson, pour la traite des fourrures sur le nouveau continent.
- 1672 - Louis de Buade de Frontenac devient gouverneur de la Nouvelle-France le 17 avril.
- 1674 - François de Laval devient premier évêque de la Nouvelle-France à la suite de la création du diocèse de Québec.

### Années 1680
- 1680
- 1681
- 1682
- 1683
- 1684
- 1685
- 1686
- 1687
- 1688
- 1689

- 1682 - René Robert Cavelier de La Salle prend possession du bassin du Mississippi pour le roi Louis XIV de France.
- 1684 - Pierre-Esprit Radisson, un coureur des bois, trahit la France et aide les Britanniques à s'emparer du Fort Bourbon.
- 1689 - Massacre de Lachine durant lequel 97 Canadiens furent « massacrés » par des Iroquois.

### Années 1690
- 1690
- 1691
- 1692
- 1693
- 1694
- 1695
- 1696
- 1697
- 1698
- 1699

- 1690 - Le capitaine Guillaume Couture de Pointe-Lévy repousse les troupes de William Phips sur la rive sud de Québec.
- 1692 - Marie-Madeleine Jarret de Verchères devient héroïne de la Nouvelle-France en défendant un fort qui attendait des renforts.
- 1698 - Frontenac qui avait défendu la colonie de la Nouvelle-France contre les Anglais et Iroquois, meurt à Québec.

## XVIIIesiècleauQuébec

### Années 1700
- 1700
- 1701
- 1702
- 1703
- 1704
- 1705
- 1706
- 1707
- 1708
- 1709

- 1701 - Décès de Guillaume Couture à l'Hôtel-Dieu de Québec. Il était le premier colon de la Pointe-Lévy et un héros de la Nouvelle-France.
- 1701 - Signature de la Grande paix de Montréal entre 39 chefs des amérindiens et les Français le 4 août.

### Années 1710
- 1710
- 1711
- 1712
- 1713
- 1714
- 1715
- 1716
- 1717
- 1718
- 1719

- 1712 - Apogée de la Nouvelle-France qui s'étend de Terre-Neuve aux Rocheuses et de la baie d'Hudson au golfe du Mexique.
- 1713 - On compte 12 000 francophones en Amérique du Nord, alors que les colonies britanniques de la côte sont presque un million.
- 1713 - Signature des traités d'Utrecht qui mirent fin à la guerre de Succession d'Espagne.

### Années 1720
- 1720
- 1721
- 1722
- 1723
- 1724
- 1725
- 1726
- 1727
- 1728
- 1729

- 1720 - La ville de Québec est fortifiée par le roi Louis XV de France.
- 1726 - Charles de Beauharnois de La Boische d'Orléans est nommé gouverneur de la Nouvelle-France.

### Années 1730
- 1730
- 1731
- 1732
- 1733
- 1734
- 1735
- 1736
- 1737
- 1738
- 1739

- 1731 - Début de la construction du Chemin du Roy reliant Québec et Montréal.
- 1734 - Une esclave noire, Marie-Joseph Angélique, est pendue. Elle aurait involontairement provoqué l'incendie de Montréal.

### Années 1740
- 1740
- 1741
- 1742
- 1743
- 1744
- 1745
- 1746
- 1747
- 1748
- 1749

- 1745 - La forteresse de Louisbourg tombe aux mains des Britanniques.
- 1748 - Signature du traité d'Aix-la-Chapelle qui ordonne la restitution, entre autres, de la forteresse de Louisbourg à la France.
- 1748 - Rolland-Michel Barrin, comte de La Galissonnière devient gouverneur intérimaire.
- 1749 - Jacques-Pierre de Taffanel, marquis de Jonquière est nommé gouverneur de la Nouvelle-France.

### Années 1750
- 1750
- 1751
- 1752
- 1753
- 1754
- 1755
- 1756
- 1757
- 1758
- 1759

- 1754 - La Guerre de la conquête entre la Grande-Bretagne et la France pour l'Amérique du Nord. Voir la guerre de Sept Ans.
- 1756 - Le nouveau commandant des troupes françaises, Louis-Joseph de Montcalm arrive à Québec.
- 1758 - À la Bataille de Fort Carillon, les soldats de Montcalm résistent à l'attaque du général Abercrombie.
- 1759 - Les troupes de James Wolfe envahissent la seigneurie de Lauzon à la Pointe-Lévy pour bombarder Québec.
- 1759- Capitulation de Québec. Le gouvernement de la Nouvelle-France se retire à Montréal. Voir la bataille des plaines d'Abraham.

### Années 1760
- 1760
- 1761
- 1762
- 1763
- 1764
- 1765
- 1766
- 1767
- 1768
- 1769

- 1760 - Les Français et les Canadiens remportent leur dernière victoire contre les Britanniques durant la bataille de Sainte-Foy.
- 1760 - La Bataille de la Ristigouche, dernière lutte entre Français et Britanniques en Amérique, a lieu le 8 juillet.
- 1760 - Montréal capitule devant le général Amherst. Le gouverneur Pierre de Vaudreuil signe la paix avec les Britanniques.
- 1763 - La guerre de Sept Ans prend fin avec la signature du traité de Paris. Par ce traité, la Nouvelle-France est démantelée.
- 1763 - Avec la proclamation royale le Canada est renommé la « Province of Quebec ».

### Années 1770
- 1770
- 1771
- 1772
- 1773
- 1774
- 1775
- 1776
- 1777
- 1778
- 1779

- 1774 - Le Congrès continental publie une lettre aux habitants de la province de Québec; on les invite à se joindre à la résistance.
- 1775 - Les troupes révolutionnaires de George Washington prennent Fort Ticonderoga à la Bataille de Fort Carillon, Fort Crown Point et Fort Saint-Jean.
- 1775 - Montréal capitule face aux révolutionnaires américains le 13 novembre.

### Années 1780
- 1780
- 1781
- 1782
- 1783
- 1784
- 1785
- 1786
- 1787
- 1788
- 1789

- 1782 - Fondation de la Compagnie du Nord-Ouest par Benjamin Frobisher, son frère Joseph, et Simon McTavish.
- 1783 - À la suite de la reconnaissance par la Grande-Bretagne de l'indépendance de ses anciennes colonies américaines, environ 6 000 loyalistes viennent s'établir dans la province of Quebec.
- 1786 - John Molson fonde la Brasserie Molson.

### Années 1790
- 1790
- 1791
- 1792
- 1793
- 1794
- 1795
- 1796
- 1797
- 1798
- 1799

- 1791 - L’Acte constitutionnel est adopté par le Parlement britannique le 10 juin.
- 1792 - Ouverture du premier bureau de poste à Montréal le 20 décembre.
- 1793 - Jean Basset présente un mémoire à la Convention nationale de France et demande la reconquête du Canada par la France.
- 1796 - Le premier des cantons de l’Est, le comté de Dunham, est créé.

## XIXesiècleauQuébec

### Années 1800
- 1800
- 1801
- 1802
- 1803
- 1804
- 1805
- 1806
- 1807
- 1808
- 1809

- 1806 - Pierre-Stanislas Bédard et François Blanchet fondent le journal Le Canadien.
- 1808 - Louis-Joseph Papineau et Denis-Benjamin Viger sont élus au Parti canadien pour la première fois le 27 avril.
- 1808 - Les propriétaires et les collaborateurs du journal Le Canadien sont démis de leurs fonctions gouvernementales.

### Années 1810
- 1810
- 1811
- 1812
- 1813
- 1814
- 1815
- 1816
- 1817
- 1818
- 1819

- 1810 - Le début de la construction du Chemin Craig qui devait relier Québec aux États-Unis.
- 1812 - Deuxième invasion américaine du Canada. C'est la Guerre de 1812.
- 1813 - Le 26 octobre, Bataille de Châteauguay. Les Américains sont repoussés.
- 1815 - Le 21 janvier, Louis-Joseph Papineau est élu président de l’Assemblée législative.
- 1818 - La frontière entre l’Amérique du Nord britannique et les États-Unis est établie au 49e parallèle.

### Années 1820
- 1820
- 1821
- 1822
- 1823
- 1824
- 1825
- 1826
- 1827
- 1828
- 1829

- 1820 - Un projet d’union est à nouveau discuté entre Londres et le gouvernement du Bas-Canada.
- 1823 - Le 10 mai, Louis-Joseph Papineau et John Neilson sont à Londres avec une pétition de 60 000 signatures contre le projet d’union.
- 1824 - Les débuts de la construction de la Basilique-cathédrale Notre Dame de Québec.
- 1825 - Ouverture du canal de Lachine à Montréal.
- 1826 - Ludger Duvernay, Augustin-Norbert Morin, et Jacques Viger fondent le journal La Minerve.

### Années 1830
- 1830
- 1831
- 1832
- 1833
- 1834
- 1835
- 1836
- 1837
- 1838
- 1839

- 1834 - Fondation par les Canadiens de la Société Saint-Jean-Baptiste le 24 juin.
- 1837 - La bataille de Saint-Denis, la bataille de Saint-Charles et la bataille de Saint-Eustache entre le 23 novembre et le 14 décembre.
- 1838 - Bataille de Lacolle le 7 novembre, et la Bataille de Odelltown le 9 novembre. Fin des rébellions de 1837-38.
- 1839 - Publication du « rapport Durham » le 11 février.
- 1839 - Pendaison de 12 patriotes à la Prison du Pied-du-Courant le 15 février.

### Années 1840
- 1840
- 1841
- 1842
- 1843
- 1844
- 1845
- 1846
- 1847
- 1848
- 1849

- 1841 - L'Acte d'Union entre en vigueur, créant la province du Canada. Le Haut et le Bas Canada deviennent une colonie unique.
- 1840 - L'Adresse aux électeurs de Terrebonne[1] de Louis-Hippolyte La Fontaine.
- 1844 - Naissance de l'Institut canadien de Montréal le 17 décembre.
- 1845 - La grande famine en Irlande entraîne une immigration massive à Montréal.
- 1848 - L'Acte d'Union est amendé. Il est maintenant légal de parler français au Parlement.

### Années 1850
- 1850
- 1851
- 1852
- 1853
- 1854
- 1855
- 1856
- 1857
- 1858
- 1859

- 1850 - Début de l'émigration massive de Canadiens français du Québec vers les États-Unis. Voir diaspora canadienne-française.
- 1852 - Après une pétition citoyenne, l'Université Laval voit le jour et devient la première université de langue française en Amérique.
- 1854 - Le système seigneurial est aboli au Canada-Est.

### Années 1860
- 1860
- 1861
- 1862
- 1863
- 1864
- 1865
- 1866
- 1867
- 1868
- 1869

- 1860 - Inauguration du pont ferroviaire Victoria reliant l'île de Montréal à la rive sud du St-Laurent.
- 1865 - Début de la construction des Forts-de-Lévis.
- 1867 - L'Acte de l'Amérique du Nord britannique est adopté au Parlement britannique. Le Québec devient une province canadienne.
- 1867 - Les premières élections du Québec ont lieu.

### Années 1870
- 1870
- 1871
- 1872
- 1873
- 1874
- 1875
- 1876
- 1877
- 1878
- 1879

- 1870 - Un incendie majeur ravage la région du Saguenay–Lac-Saint-Jean et laisse un tiers de la population sans abri.
- 1873 - Fondation de l’École polytechnique de Montréal.
- 1874 - Fondation de la Bourse de Montréal.
- 1879 - Les règlements du hockey sur glace sont fixés par trois étudiants de l'Université McGill.

### Années 1880
- 1880
- 1881
- 1882
- 1883
- 1884
- 1885
- 1886
- 1887
- 1888
- 1889

- 1884 - Fondation du journal La Presse à Montréal.
- 1885 - Le chemin de fer du Canadien Pacifique reliant Montréal à Vancouver est complété.
- 1885 - Pendaison de Louis Riel. Une grande assemblée se tient au Champ de Mars à Montréal en réaction à sa mort.
- 1888 - L'Université McGill décerne les premiers diplômes de baccalauréat à des femmes.

### Années 1890
- 1890
- 1891
- 1892
- 1893
- 1894
- 1895
- 1896
- 1897
- 1898
- 1899

- 1892 - Les tramways électriques font leur apparition à Montréal.
- 1896 - Wilfrid Laurier est le deuxième Québécois et le premier francophone catholique élu Premier ministre du Canada.
- 1898 - Avec le consentement du Québec, Ottawa fait s'étendre les limites du territoire du Québec jusqu'à la rivière Eastmain.

## XXesiècleauQuébec

### Années 1900
- 1900
- 1901
- 1902
- 1903
- 1904
- 1905
- 1906
- 1907
- 1908
- 1909

- 1900 - À Lévis, Alphonse Desjardins fonde la première caisse d'épargne populaire en Amérique du Nord.
- 1903 - Éva Circé-Côté fonde la Bibliothèque municipale de Montréal.
- 1906 - Ernest Ouimet introduit le cinéma à Montréal avec son Ouimetoscope.
- 1907 - Le Pont de Québec, toujours en construction, s'effondre le 29 août : 90 ouvriers perdent la vie.
- 1909 - Fondation des Canadiens de Montréal.

### Années 1910
- 1910
- 1911
- 1912
- 1913
- 1914
- 1915
- 1916
- 1917
- 1918
- 1919

- 1910 - Premier avion à survoler Montréal.
- 1911 - Lomer Gouin annonce la prochaine annexion de l'Ungava par le Québec.
- 1912 - la colonisation de l'Abitibi commence. Trois cents personnes s'établissent dans la région d'Amos
- 1913 -  un incendie détruit une centaine de maisons à Sainte-Marie-de-Beauce. Les dégâts sont évalués à 300 000 $
- 1914 - Le paquebot Empress of Ireland coule au large de Sainte-Luce causant la mort de 1 012 personnes.
- 1918 - Lionel Groulx, devient le premier prêtre catholique à dénoncer publiquement les injustices à l'endroit des francophones.
- 1919 - Création de l'Université de Montréal.

### Années 1920
- 1920
- 1921
- 1922
- 1923
- 1924
- 1925
- 1926
- 1927
- 1928
- 1929

- 1922 - Joseph-Armand Bombardier conçoit son premier véhicule pouvant circuler sur la neige.
- 1922 - La station de radio CKAC de Montréal devient la première radio francophone privée en Amérique.
- 1927 - Le Conseil privé de Londres fixe la frontière entre le Labrador et le Québec sans le consentement de ce dernier[2].

### Années 1930
- 1930
- 1931
- 1932
- 1933
- 1934
- 1935
- 1936
- 1937
- 1938
- 1939

- 1930 - Inauguration du Pont Jacques-Cartier (le pont du Havre) à Montréal.
- 1932 - Le 1er octobre, la Beauharnois, Light, Heat and Power commence à produire de l'électricité.
- 1936 - Le gouvernement fédéral du Canada commence à imprimer la monnaie bilingue.
- 1938 - Armand Frappier fonde de l'Institut de microbiologie et d'hygiène de Montréal.
- 1939 - Le Québec adopte la devise Je me souviens.

### Années 1940
- 1940
- 1941
- 1942
- 1943
- 1944
- 1945
- 1946
- 1947
- 1948
- 1949

- 1940 - Après des années de luttes menées par les suffragettes, le Québec accorde le droit de vote aux femmes.
- 1942 - Naissance de Michel Tremblay.
- 1943 - Création par le gouvernement fédéral de l'Office national du film du Canada (National Film Board).
- 1944 - Étatisation de la Montreal Light, Heat and Power qui mène à la fondation d'Hydro-Québec.
- 1948 - Adoption du Drapeau du Québec le 21 janvier. Jusqu'alors, le Union Jack britannique flottait à l'Assemblée législative du Québec.
- 1948 - Paul-Émile Borduas, Jean-Paul Riopelle et d'autres artistes québécois publient le manifeste Refus global.

### Années 1950
- 1950
- 1951
- 1952
- 1953
- 1954
- 1955
- 1956
- 1957
- 1958
- 1959

- 1952 - La Société Radio-Canada commence à diffuser sur les ondes télévisuelles.
- 1955 - Manifestation au Forum de Montréal. On s'insurge contre le traitement réservé à Maurice Richard des Canadiens de Montréal.
- 1959 - Inauguration de la Voie maritime du Saint-Laurent.

### Années 1960
- 1960
- 1961
- 1962
- 1963
- 1964
- 1965
- 1966
- 1967
- 1968
- 1969

- 1962 - La construction du Métro de Montréal débute.
- 1967 - Ouverture de l'Exposition Universelle (Expo 67).
- 1967 - Le Président de la France Charles de Gaulle s'exclame « Vive le Québec libre! » du balcon de l'hôtel de ville de Montréal.
- 1968 - Le réseau de l'Université du Québec est créé par le gouvernement.
- 1968 - Naissance de Radio-Québec.

### Années 1970
- 1970
- 1971
- 1972
- 1973
- 1974
- 1975
- 1976
- 1977
- 1978
- 1979

- 1970 - Le FLQ enlève James Richard Cross et Pierre Laporte. Pierre Trudeau déclare la loi des mesures de guerre. (Crise d'octobre).
- 1971 - Le Premier ministre Robert Bourassa lance le projet hydroélectrique de la Baie James.
- 1976 - Les Jeux olympiques d'été de 1976 se tiennent à Montréal.
- 1977 - Adoption de la Charte de la langue française (loi 101) le 26 août.

### Années 1980
- 1980
- 1981
- 1982
- 1983
- 1984
- 1985
- 1986
- 1987
- 1988
- 1989

- 1980 - René Lévesque soumet l'option souveraineté-association lors d'un référendum. 60 % des Québécois votent contre.
- 1981 - Nuit des longs couteaux : le gouvernement de Pierre Elliott Trudeau passe un accord constitutionnel avec les provinces, excepté le Québec.
- 1987 - René Lévesque meurt le 1er novembre.
- 1989 - Tuerie de l'École polytechnique de Montréal le 6 décembre.

### Années 1990
- 1990
- 1991
- 1992
- 1993
- 1994
- 1995
- 1996
- 1997
- 1998
- 1999

- 1990 - Début de la Crise d'Oka.
- 1991 - Le gouvernement fédéral instaure la taxe sur les produits et services (TPS).
- 1995 - Le 30 octobre, un deuxième référendum sur la souveraineté du Québec est tenu. Le «non» l'emporte de justesse. Voir le référendum de 1995 au Québec.
- 1996 - Déluge du Saguenay : le débordement des affluents de la rivière Saguenay cause des dommages importants.
- 1998 - Une tempête de verglas s'abat sur la région de Montréal et la Montérégie au début du mois de janvier.

## XXIesiècleauQuébec

### Années 2000
- 2000
- 2001
- 2002
- 2003
- 2004
- 2005
- 2006
- 2007
- 2008
- 2009

- 2004 - Le scandale des commandites éclabousse le Parti libéral du Canada.
- 2005 - Expédition québécoise en Antarctique qui restera à bord du Sedna IV afin d'étudier les effets du réchauffement climatique.
- 2006 - La Chambre des communes adopte une motion qui reconnaît « le Québec comme une nation au sein d'un Canada uni ».
- 2008 - Le 3 juillet, 400e anniversaire de Québec.

### Années 2010
- 2010
- 2011
- 2012
- 2013
- 2014
- 2015
- 2016
- 2017
- 2018
- 2019

- 2011 - En mai, inondations majeures en Montérégie.
- 2012 - Printemps érable.
- 2013 - Accident ferroviaire de Lac-Mégantic
- 2019 - Adoption de la loi sur la laïcité de l'État (loi 21) le 16 juin.

### Années 2020
- 2020
- 2021
- 2022
- 2023
- 2024
- 2025
- 2026
- 2027
- 2028
- 2029

- 2020 - Début de la pandémie de Covid-19 au Québec.
- 2023 - Mouvement de grèves dans l'enseignement et dans le front commun public.
- 2024 - Entente historique sur l'électricité entre le Québec et Terre-Neuve-et-Labrador.

## Sources externes
- Archives nationales du Québec
- Bibliothèque nationale du Québec
- Bibliothèque et Archives Canada

### Chronologies
- ASP. Les grandes dates de l'histoire du Québec dans Le Kiosque Histoire de l'Agence Science-Presse
- ASP. Chronologie de la science au Québec dans Le Kiosque des sciences de l'Agence Science-Presse
- ASP. Chronologie religieuse québécoise dans Le Kiosque des sciences religieuses de l'Agence Science-Presse
- ASP. Chronologie de la littérature au Québec dans Le Kiosque Livres de l'Agence Science-Presse
- ALAQ. Chronologie politique et culturelle, Archéologie du littéraire au Québec
- Jean-Pierre Drevillon, Chronologie de l'histoire du Québec (site personnel)
- Claude Routhier, Chronologie de l'histoire du Québec (site personnel)
- Claire Du Sablon, Chronologie historique des femmes du Québec (site personnel)
- Patrick Couture, Chronologie de l'histoire du Québec chez Patrick Couture (site personnel)
- Jean Trudel, Histoire du Québec et de l'Acadie (site personnel)
- Luc Gauthier-Boucher, L'histoire du Québec en parallèle avec l'histoire du Canada, de la France et du monde (site personnel)
- CGFA. « Histoire d'Amérique », dans le site du Centre de généalogie francophone d'Amérique, 1997